# الباستا النووية
في الفيزياء الفلكية والفيزياء النووية هي نوع نظري من المادة المتحللة، يفترض وجوده داخل النجوم النيوترونية. توجد بين السطح و البلازما الكوارك-غلوونية التي في النواة، و كثافتها تعادل 1014 جم/سم3 . لتخيل هذا الكم الهائل، إن كثافة الحديد تعادل 8 جم/سم3. إذًا، إن كثافة الباستا النووية تساوي 130 ضعف كثافة الحديد. أيضًا من خواصه أن القوة النووية متقاربة لقوة كولومب. إذًا، تشكل الباستا النووية أشكال غريبة تشبه أنواع الباستا.

## التكوين
النجوم النيوترونية هي مخلفات لنجوم ضخمة بعد انفجارها. لكن، على غرار النجم الأصلي، لا تتكون النجوم النيوترونية من بلازما غازية، بل إنها تتكون من نيوترونات مضغوطة و مرصوصة، و بينها بعض الإلكترونات، فتكون أصغر لآلاف المرات من النجم الأصلي، لكن كتلتهما متساوية. هذا هو سبب الكثافة العالية في النجوم النيوترونية.
في السطع، يكون الضغط منخفضة لدرجة أن الذرات التقليدية، كالهيليوم و الحديد، لا يضغطون مع بعضهم البعض. لكن، عندما نتعمق داخل النجم، الضغط يكون عالي جدا لدرجة أن الذرات تضغط وتندمج، وتوجد البلازما الكوارك-غلوونية.

## طبقات
هناك أطوار نظرية للباستا النووية. في الطبقة الأولى يكون الضغط عالي لدرجة أن الذرات تتكاثف لتكون أشباه كور. هذه الكور غير مستقرة خارج نجم نيوتروني، بسبب حجمها وكمية النيوترونات الهائلة. هذه الطبقة تسمى غنوتشي. ثم يصبح الضغط أعلى من الذي تتحمله هذه الكور، فتكون النيوترونات أعواد. هذه الأعواد تسمى سباغيتي، بعدها تكون النيوترونات صفائح تسمى لازانيا، ثم الضغط يجعل النيوترونات لتكوين حفر في المادة النيوترونية. هذه الطبقة تسمى الجبن السويسري.